# Efecto nemo
El efecto nemo es un término de reciente inclusión en el argot de los biólogos, ecólogos y en general cualquier especialista en las ciencias biológicas, hace alusión a la película de Pixar: “Buscando a Nemo”. 

## Usos
Se usa para describir los casos en los que poblaciones de especies exóticas comúnmente destinadas como animales de compañía, se desarrollan y dispersan a partir de individuos (fundadores de dicha población) que de manera intencional fueron deliberadamente puestos en libertad (generalmente peces, anfibios y reptiles) fuera de su área de distribución nativa (histórica o actual) en ecosistemas que no formen parte de su área de distribución natural, esto sin considerar las consecuencias económicas y ecológicas para los poblaciones humanas, los ecosistemas, los hábitat y otras especies.

## Motivos
Los motivos para tal comportamiento pueden ser varios, ya sea por ignorancia, irresponsabilidad o capricho. Puede ser que los ejemplares hayan crecido más allá de las capacidades de su hábitat artificial y representen una mayor responsabilidad para sus dueños y estos en un acto altruista pero irresponsable decidan liberarlos antes que sacrificarlos. Comúnmente las introducciones de estos organismos deliberadas son impulsadas por motivos de apreciación estética o cultural y pueden tener efectos catastróficos para los ecosistemas, por ejemplo; la introducción del Pez león (Pterois volitans) en el Golfo de México y mar Caribe, esta especie originaria del Pacífico Oeste y Oceanía ha registrado un crecimiento explosivo en arrecifes del mar Caribe, compitiendo con las especies de depredadores locales y alterando la red trófica del ecosistema.